# Pernambuco

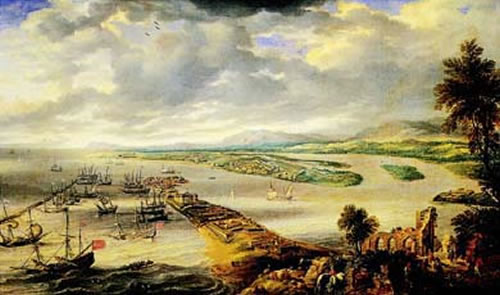
Recife im 17. Jahrhundert

Pernambuco, amtlich portugiesisch Estado de Pernambuco, ist ein Bundesstaat im Nordosten Brasiliens mit der Hauptstadt Recife.
Das Territorium Pernambucos hat eine Ausdehnung von rund 98.000 km² und ist damit etwa vergleichbar mit der Größe Portugals. Die Bevölkerungszahl wurde zum 1. Juli 2021 auf 9.674.793 Einwohner geschätzt, die sich pernambucanos nennen.

## Geografie
Pernambuco im Nordosten Brasiliens besitzt eine vergleichsweise schmale Küstenzone, eine höhere Übergangszone, die Agreste genannt wird, und eine dritte Zone im Landesinneren, der sogenannte Sertão Pernambucano. Benachbarte Bundesstaaten sind im Norden Ceará und Paraíba; nach der Küste folgen Alagoas, Sergipe und Bahia im Süden und Piauí im Westen. Der nordöstlich im Südatlantik gelegene Archipel Fernando de Noronha sowie die etwa 960 km vor der Küste des Bundesstaats Rio Grande do Norte befindlichen Sankt-Peter-und-Sankt-Pauls-Felsen gehören auch zum Staatsgebiet.

## Geschichte
Pernambuco wurde als Kapitanat Pernambuco (Capitania, Vorform der späteren Provinzen im brasilianischen Kolonialreich Portugals) gegründet. König João III. unterstellte es Duarte Coelho, einem portugiesischen Edelmann, der schon bei der Kolonisierung Indiens viele Erfahrungen gesammelt hatte. Er trieb die wirtschaftliche Entwicklung des Landes mit Anbau von Zuckerrohr voran. Pernambuco war auch eines der wenigen prosperierenden Kapitanate.
Seit 1534 stand die Region unter portugiesischer Herrschaft mit einem kurzen Zwischenspiel der Holländer von 1630 bis 1654 als Niederländisch-Brasilien. Bis zum Beginn des 19. Jahrhunderts hatte sie eine hohe Bedeutung als Zuckerexporteur. Im 19. Jahrhundert war Pernambuco Schauplatz mehrerer politischer Revolten. Heute ist Pernambuco einer der wirtschaftlich am schnellsten wachsenden Staaten in Brasilien.
1821 wurde die Provinz Pernambuco als Teil des Kaiserreich Brasiliens gegründet, nach 1889 wurde daraus ein eigener Bundesstaat.

## Politik
Bei den Wahlen in Brasilien 2018, hier bei den Gouverneurswahlen für die Exekutive, wurde Paulo Câmara des PSB für die Amtszeit von 2019 bis 2023 zum 57. Gouverneur wiedergewählt. Er hatte dieses Amt bereits seit 2015 inne. Bei der Gouverneurswahl in Pernambuco 2022 wurde er durch Raquel Lyra (Raquel Teixeira Lyra Lucena) des Partido da Social Democracia Brasileira (PSDB) mit 3.113.312 oder 58,70 % der gültigen Stimmen als 58. Gouverneurin für die Amtszeit 2023 bis 2027 abgelöst.
Die Legislative wird von 49 gewählten Abgeordneten in der Legislativversammlung von Pernambuco ausgeübt. Der Staat entsendet 25 Bundesabgeordnete in die Abgeordnetenkammer und drei Bundessenatoren in den Bundessenat des Nationalkongresses.
Die Judikative liegt bei dem obersten Gericht Tribunal de Justiça do Estado de Pernambuco.

## Wirtschaft
Der Dienstleistungssektor hatte 2016 mit 73,2 % den größten Anteil am BIP, gefolgt vom Industriesektor mit 22 %. Der Agrarsektor repräsentierte 4,8 % des BIP (2016).
| Bruttoinlandsprodukt (BIP) von Pernambuco | Bruttoinlandsprodukt (BIP) von Pernambuco | Bruttoinlandsprodukt (BIP) von Pernambuco |
| Jahr                                      | BIP (R$ 1.000.000)                        | BIP pro Kopf                              |
| ----------------------------------------- | ----------------------------------------- | ----------------------------------------- |
| 2010                                      | R$ 95.187                                 | R$ 10.822                                 |
| 2017                                      | R$ 181.551                                | R$ 19.165                                 |
| 2019                                      | R$ 197.853                                | R$ 20.702                                 |

## Städte
Pernambuco hat mit Stand 1. Juli 2019 gesamt 185 einzelne Städte, die municípios, und den Staatsdistrikt Fernando de Noronha.

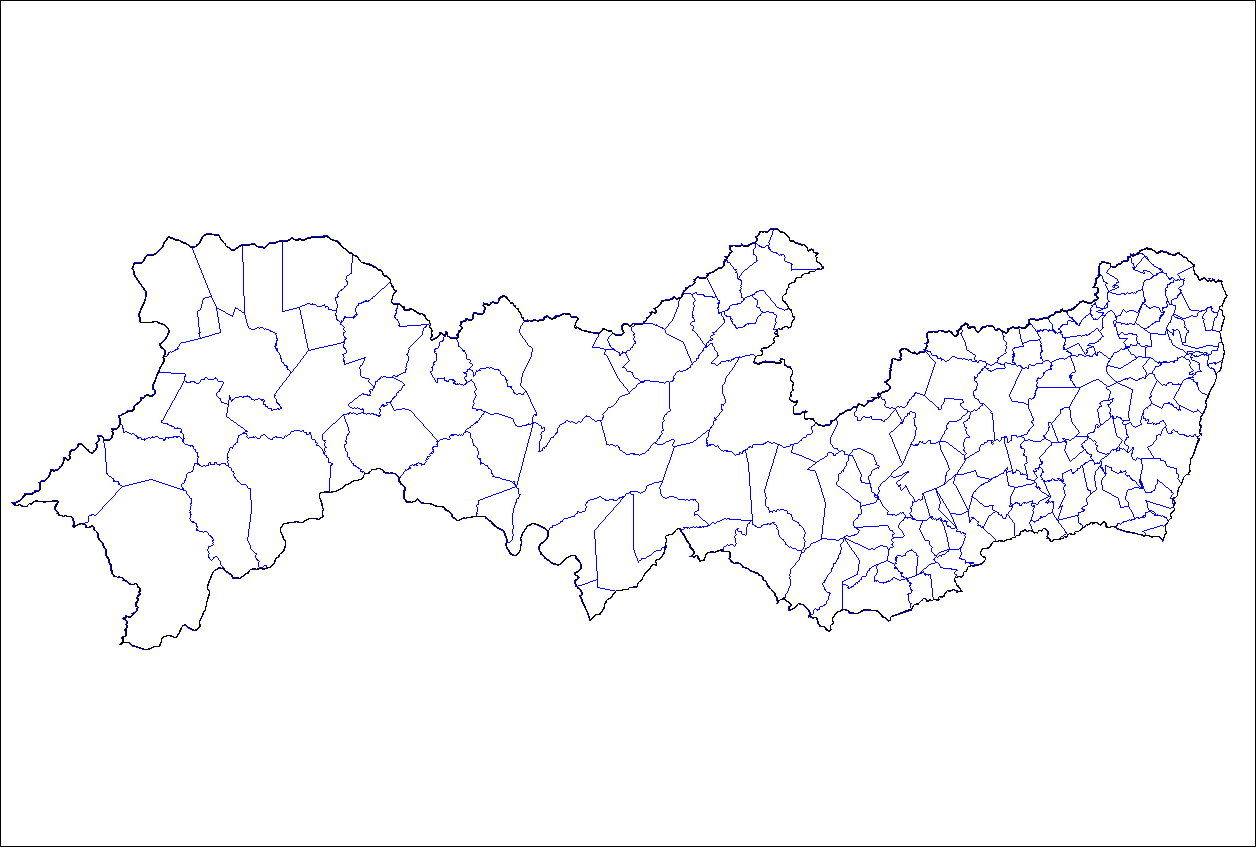
Verteilung der municípios von Pernambuco

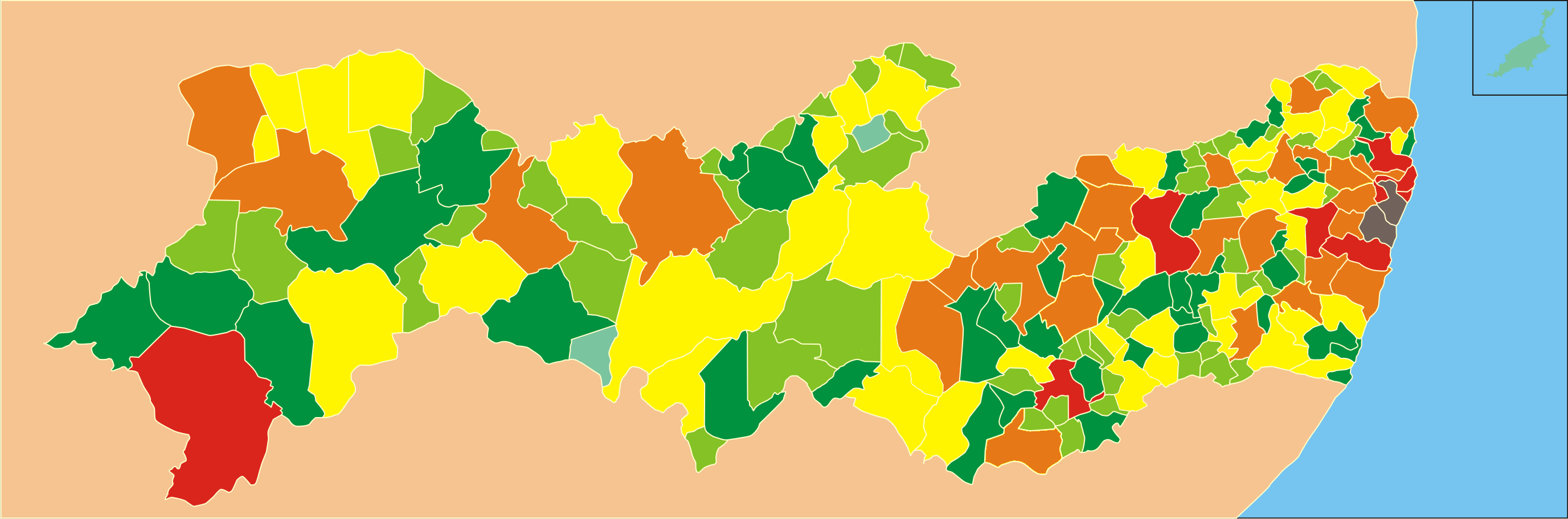

|  | Stadt                   | Rang | Einwohner |
|  | ----------------------- | ---- | --------- |
|  | Recife                  | 01   | 1.645.727 |
|  | Jaboatão dos Guararapes | 02   | 702.298   |
|  | Olinda                  | 03   | 392.482   |
|  | Caruaru                 | 04   | 361.118   |
|  | Petrolina               | 05   | 349.145   |
|  | Paulista                | 06   | 331.774   |
|  | Cabo de Santo Agostinho | 07   | 207.048   |
|  | Camaragibe              | 08   | 157.828   |
|  | Garanhuns               | 09   | 139.788   |
|  | Vitória de Santo Antão  | 10   | 138.757   |

| Mehr als 500.000 Ew. 100.000 bis 500.000 Ew. 50.000 bis 100.000 Ew. 24.000 bis 50.000 Ew. | 15.000 bis 24.000 Ew. 5.000 bis 25.000 Ew. 5.000 Ew. |